# صادق سنجراني
محمد صادق سنجراني (بالأردوية: صادق سنجرانی)‏ (14 أبريل 1978 -) سياسي باكستاني من بلوشستان وهو الرئيس الثامن والحالي لمجلس الشيوخ الباكستاني. أدى اليمين الدستورية كعضو ورئيس مجلس الشيوخ الباكستاني في 12 مارس 2018. ويعتبر أصغر وأول رئيس على الإطلاق لمجلس الشيوخ الباكستاني ينحدر من مقاطعة بلوشستان، حيث ينتمي إلى قبيلة سانجراني.

## نشأته
ولد سانجراني في 14 أبريل 1978، في نوك كوندي، بلوشستان في باكستان. تلقى تعليمه في نوك كوندي ثم انتقل إلى إسلام آباد حيث حصل على شهادته.

## حياته السياسية
بدأ سنجراني حياته السياسية في عام 1998 كمنسق لفريق رئيس الوزراء آنذاك نواز شريف، حيث خدم حتى الانقلاب الباكستاني عام 1999.
في عام 2008 أصبح مسؤولاً عن خلية التظلمات التابعة لرئيس الوزراء يوسف رضا الكيلاني في أمانة رئيس الوزراء حيث بقي لمدة خمس سنوات.
انتخب سانجراني في مجلس الشيوخ الباكستاني كمرشح مستقل على المقعد العام عن بلوشستان في انتخابات مجلس الشيوخ الباكستانية 2018. أدى اليمين في 12 مارس 2018. في نفس اليوم، انتخب الرئيس الثامن لمجلس الشيوخ الباكستاني. وحصل على 57 صوتا من إجمالي 103 أصوات مدلى بها وهزم رجاء ظفر الحق مرشح الرابطة الإسلامية الباكستانية (ن) الذي حصل على 46 صوتا. أيّد سنجراني لمنصب الرئيس كلا من: حزب الشعب الباكستاني، الحركة المتحدة القومية، وحركة الإنصاف الباكستانية وأعضاء مجلس الشيوخ المستقلين من بلوشستان والمناطق القبلية الخاضعة للإدارة الفيدرالية. أصبح أول رئيس على الإطلاق لمجلس الشيوخ ينحدر من مقاطعة بلوشستان، وأصبح أصغر رئيس على الإطلاق لمجلس الشيوخ في سن 39. كان شخصية أقل شهرة نسبيًا في الطيف السياسي الباكستاني قبل انتخابه رئيسًا لمجلس الشيوخ.
في سبتمبر 2018، ألقى سانجراني كلمة أمام الجمعية الوطنية لأذربيجان عشية الذكرى المئوية لتأسيسها.
في 11 أبريل 2022 أدى محمد شهباز شريف اليمين أمام سنجراني كرئيس بالإنابة بسبب مرض الرئيس عارف علوي.